# Rezoluția 652 a Consiliului de Securitate al ONU
Rezoluția 652 a Consiliului de Securitate al Organizației Națiunilor Unite, adoptată în unanimitate la 17 aprilie 1990, după examinarea cererii de aderare a Republicii Namibia și cercetarea raportului întocmit de Comitetul pentru admiterea de noi membri, a recomandat Adunării Generale admiterea Namibiei ca stat membru al Organizației Națiunilor Unite.

## Context istoric
Namibia a fost o colonie germană⁠(d) și apoi a fost guvernată timp de 75 de ani de Africa de Sud în cadrul mandatului său pentru Africa de Sud-Vest⁠(d). Ambasadorul Statelor Unite ale Americii Thomas R. Pickering⁠(d) a declarat următoarele la adoptarea rezoluției Consiliului de Securitate al ONU: „Nașterea Namibiei a fost îndelungată și dificilă, dar acum se pare că steaua sub care vine pe lume strălucește puternic”.

## Efect
Adunarea Generală a admis Namibia ca al 160-lea stat membru al Organizației Națiunilor Unite la 23 aprilie 1990.